# 国民革命军第六十九军
国民革命军第六十九军历史上3次组建。

## 孙传芳五省联军组建的第1个第六十九军
1937年7月抗战爆发，第55、第57师编为第六十九军，隶属第8集团军：
- 军长阮肇昌
- 副军长李松山
- 第55师，李松山兼任师长；
- 第57师，阮肇昌兼任师长。

参加了淞沪会战。在此次会战中，该军伤亡严重，番号被撤消。第57师后归第七十四军。55师后归第九十四军，改隶第十八军，

## 石友三、高树勋部组建的第2个第六十九军
1937年抗战爆发后，1938年3月组建第六十九军，隶属于第十军团：
- 军长：石友三任军团长兼军长兼第181师师长
- 副军长王清瀚
- 第181师：冀北保安司令部3个保安团组成。师长石友三兼。1933年5月，中日签订塘沽协定，石友三在日本支持下出任国民政府冀北保安司令。
- 新编第6师：1938年1月以高树勋领导的河北民军组建。高树勋任师长
- 骑兵第9师，郑大章任师长。

1938年底，石友三升任39集团军司令。该军隶属石友三的第39集团军。
抗日战争胜利后，该军番号被裁减，所辖第181师改隶第五十五军，暂编第28师被裁减。

## 胡宗南系部队组建的第3个第六十九军
1948年8月，西北战场胡宗南系的整编第17师第84旅和整编第15师第135旅合编为整编第13师，隶属整编第29军。
- 师长谢义锋（黄埔四期，驻新疆的新编第二军军长）
- 整编第84旅旅长欧阳明
- 整编第135旅旅长唐明德 （黄埔五期）

1948年9月，整编师、整编旅改番号。整编第13师改编为第六十九军，隶属西安绥靖公署。9月下旬，西安绥靖公署直辖第144师拨归第69军建制，江永烈任师长。1949年，该军改隶第5兵团。1949年底西南战役中，第135师在新津、邛崃地区被歼；第84师投诚，第144师起义。